# 大阪愛の教会
大阪愛の教会（おおさかあいのきょうかい）は、大阪市生野区にある大韓イエス教長老会からの派遣宣教師らによって設立されたイエス教日本世界宣教会傘下のキリスト教（プロテスタント）教会である。
生野区勝山北1-3-16にあり、2022年時点で担任牧師は 韓国出身の韓国人の徐範鍚 、 宣教師は呉真実。
JR大阪環状線桃谷駅から徒歩2分である。